# Jarmovec
Jarmovec je naselje v Občini Šentjur.